# Сажня

Сажня — река в России, протекает в Козельском районе Калужской области. Левый приток Серёны.

## География
Река Сажня берёт начало неподалёку от деревни Курыничи. Течёт на юго-запад. На реке расположены населённые пункты Курыничи, Сикерки, Аграфенки и Кузьменки. Устье реки находится в 26 км по левому берегу реки Серёны. Длина реки составляет 11 км. 

## Данные водного реестра
По данным государственного водного реестра России относится к Окскому бассейновому округу, водохозяйственный участок реки — Ока от города Белёв до города Калуга, без рек Упа и Угра, речной подбассейн реки — бассейны притоков Оки до впадения Мокши. Речной бассейн реки — Ока.
По данным геоинформационной системы водохозяйственного районирования территории РФ, подготовленной Федеральным агентством водных ресурсов:
- Код водного объекта в государственном водном реестре — 09010100512110000020339
- Код по гидрологической изученности (ГИ) — 110002033
- Код бассейна — 09.01.01.005
- Номер тома по ГИ — 10
- Выпуск по ГИ — 0